# لئون هوآکانان
لئون هوآکانان (به اسپانیایی: León Huaccanan) یک کوه در پرو است که در Between the regions of Huanuco Region واقع شده‌است. لئون هوآکانان ۵٬۲۱۵ متر بالاتر از سطح دریا واقع شده‌است.